# Yuki Nakashima
Yuki Nakashima (中島 裕希 Nakashima Yuki?, Toyama, 16 de junio de 1984) es un futbolista japonés que juega como delantero en el F. C. Machida Zelvia.

## Trayectoria

### Clubes
| Club                 | País  | Año       |
| -------------------- | ----- | --------- |
| Kashima Antlers      | Japón | 2003-2005 |
| Vegalta Sendai       | Japón | 2006-2011 |
| Montedio Yamagata    | Japón | 2012-2015 |
| F. C. Machida Zelvia | Japón | 2016-     |